# テッド・ニュージェント
テッド・ニュージェント（Ted Nugent、1948年12月13日 - ）は、アメリカ合衆国のギタリスト。ハードロック、ヘヴィメタルの分野で活動している。共和党支持者としても知られている。

## 来歴
1967年、デトロイトのサイケ・ガレージロックバンド、アンボイ・デュークスのリード・ギタリスト（一部楽曲ではリード・ボーカルもとった）としてデビュー。1973年から1974年にかけては、2枚のアルバムをフランク・ザッパのレーベル、ディスクリートからリリース。アンボイ・デュークス解散後、1975年に初のソロ・アルバム『閃光のハード・ロック』発表。ソロ・プロジェクトでは、主にデレク・セント・ホルムズがボーカルを担当しているが、一部楽曲はテッド自身が歌っている。
セカンド・アルバム『ハード・ギター爆撃機』（1976年）にはミートローフが参加。3作目の『傷だらけの野獣』（1977年）は、アルバムが全米17位、「キャット・スクラッチ・フィーヴァー」もシングルとして初の全米トップ40入りを果たし（最高30位）、同曲は後にモーターヘッドのアルバム『マーチ・オア・ダイ』（1992年）でカヴァーされた。ブラック・フラッグのヘンリー・ロリンズは、セックス・ピストルズなどのパンクのアルバムが、アメリカの地方都市ではなかなか手に入らず、テッドのレコードを替わりに買ったと述懐している。また、テッドが原始人やターザンのようなキャラクターを演じるライブ・パフォーマンスも話題となり、初のライブ・アルバム『絶叫のライヴ・ゴンゾー』（1978年）は全米13位に達した。
※1978～81年のチャーリー・ハーン（ヒューン）がボーカルだった時期と、1982年のデレク・セント・ホルムズが一時復帰した時期の説明が欠落している。
アルバム『刺青の侵入者』（1984年）では、デレク・セント・ホルムズに代わり、後にバッド・カンパニーに加入するブライアン・ハウがボーカルを担当。1988年のアルバム『青コーナーの誘惑』には、ジョン・ボン・ジョヴィやリッチー・サンボラと共作した楽曲「That's the Story of Love」を収録しているが、セールス的には成功しなかった。
1989年、ジャック・ブレイズ（元ナイト・レンジャー）、トミー・ショウ（元スティクス）、マイケル・カーテロンと共にダム・ヤンキースを結成。同バンドのメンバーとして2枚のアルバムを発表した後、ソロ活動に戻る。
2006年、VH1のリアリティ・ショウ『SUPERGROUP』で、セバスチャン・バック、スコット・イアン（アンスラックス）、エヴァン・セインフェルド（バイオハザード）、ジェイソン・ボーナムとバンドを組んで出演。

## 人物
狩猟が趣味で、全米ライフル協会（NRA）の幹部であると共に、銃規制にも反対の立場を取る保守・右派的な思想で知られている。また、共和党右派の熱心な支持者でもある。ライフルを持って妻子と山へ狩猟にでかけ、捕まえた野生の動物を料理して楽しむのが休日の過ごし方だという。野生の動物の料理の仕方を記した著書も妻や息子と連名で出している。また、"Gonzo Meat Biltong"というブランドのビーフジャーキーも販売している。公式ホームページの「愛用機材」の紹介ページも楽器類ではなく、全て狩猟機材メーカーへのリンクと徹底している。Outdoor Channelに自身の狩猟番組を持っている。1970年代に渋谷陽一に「あなたは狩猟をするそうですが、動物愛護の気持ちはないのですか?」とインタビューされた際に、渋谷の足を持ち上げ、「お前も動物の革で作った靴をはいてるじゃないか!」と叫んだという。
また差別発言が多いことでも知られており、「Japのメーカーのギターでブルースが弾けるか!」と発言したり（しかし日本企業コルグのエフェクターを使用している）、ラテン系への侮蔑的な発言、バラク・オバマ大統領を「類人猿との交配種」、マージョリー・ストーンマン・ダグラス高校銃乱射事件の生き残りで銃規制運動を起こした高校生を「嘘つき」呼ばわりするなど、常に批判を呼ぶ存在である。
ベトナム戦争前にはメタンフェタミンを使用し、自分のズボンの中に排泄して精神病を装い、召集を回避したことを1977年に雑誌「ハイ・タイムズ」上で語っている。「身体検査の一週間前にはトイレに行くことを完全にやめて、固まった糞尿の中に生きている状態だった」と1990年の「デトロイト・フリー・プレス」上でのインタビューでも語っている。また大統領時代のドナルド・トランプにホワイトハウスに招待され、キッドロックとともに、トランプと面会している。トランプ支持者としては、ほかにマイク・ラヴ（ビーチ・ボーイズ）らがいる。

## 音楽性
長きにわたって変節のない豪快なハード・ロックンロールを信条とする。エフェクターをほとんど用いず、直通アンプのオーヴァードライヴのみというセッティングで、いわゆるハードロック・ギタリストとは思えないほどにクリーンなギターが特徴。愛用ギターはハードロックでは珍しいホロウボディーのギブソンバードランドで、同種のギターに付きもののフィードバックを逆に自由自在にコントロールし演奏する。

## ディスコグラフィ

### スタジオ・アルバム
- 『閃光のハード・ロック』 - Ted Nugent (1975年)
- 『ハード・ギター爆撃機』 - Free-for-All (1976年)
- 『傷だらけの野獣』 - Cat Scratch Fever (1977年)
- 『週末の戦士』 - Weekend Warriors (1978年)
- 『ステイト・オブ・ショック』 - State of Shock (1979年)
- 『スクリーム・ドリーム』 - Scream Dream (1980年)
- 『炎のギター・ヒーロー』 - Nugent (1982年)
- 『刺青の侵入者』 - Penetrator (1984年)
- 『リトル・ミス・デンジャラス』 - Little Miss Dangerous (1986年)
- 『青コーナーの誘惑』 - If You Can't Lick 'Em...Lick 'Em (1988年)
- Spirit of the Wild (1995年)
- 『クレイヴマン』 - Craveman (2002年)
- 『ラヴ・グレネイド -凶暴なる愛-』 - Love Grenade (2007年)
- 『シャットアップ&ジャム!』 - Shutup & Jam! (2014年)
- The Music Made Me Do It (2018年)

### ライブ・アルバム
- 『絶叫のライヴ・ゴンゾー』 - Double Live Gonzo! (1978年)
- 『狂宴の街』 - Intensities in 10 Cities (1981年)
- 『ライヴ・アット・ハマースミス '79』 - Live at Hammersmith '79 (1997年)
- Full Bluntal Nugity (2001年)
- Extended Versions (2005年)
- Sweden Rocks (2008年)
- Motor City Mayhem (2009年)
- Ultralive Ballisticrock (2013年)

### アンボイ・デュークス
- 『ジ・アンボイ・デュークス』 - The Amboy Dukes (1967年) ※旧邦題『コンテンポラリー・ロック!』
- 『ジャーニー・トゥ・ザ・センター・オブ・ザ・マインド』 - Journey to the Center of the Mind (1968年) ※旧邦題『夢幻の旅』
- 『ミグレーション』 - Migration (1969年) ※旧邦題『マイグレイション!』
- Marriage on the Rocks/Rock Bottom (1970年)
- Survival of the Fittest Live (1971年)
- 『コール・オブ・ザ・ワイルド』 - Call of the Wild (1974年)
- 『トゥース・ファング・アンド・クロウ』 - Tooth Fang & Claw (1974年)

### ダム・ヤンキース
- 『ダム・ヤンキース』 - Damn Yankees (1990年)
- 『ドント・トレッド』 - Don't Tread (1992年)